# Kunstrijden op de Olympische Winterspelen 2018
Kunstrijden is een van de sporten die beoefend werd tijdens de Olympische Winterspelen 2018 in Pyeongchang. De wedstrijden vonden plaats in de Gangneung Ice Arena.

## Wedstrijdschema
| Datum       | Lokale tijd | MET   | Onderdeel              |
| ----------- | ----------- | ----- | ---------------------- |
| 09 februari | 10:00       | 02:00 | Landenwedstrijd        |
| 09 februari | 20:00       | 12:00 | Openingsceremonie      |
| 11 februari | 10:00       | 02:00 | Landenwedstrijd        |
| 12 februari | 10:00       | 02:00 | Landenwedstrijd        |
| 14 februari | 10:00       | 02:00 | Paren (korte kür)      |
| 15 februari | 10:00       | 02:00 | Paren (vrije kür)      |
| 16 februari | 10:00       | 02:00 | Mannen (korte kür)     |
| 17 februari | 10:00       | 02:00 | Mannen (vrije kür)     |
| 19 februari | 10:00       | 02:00 | IJsdansen (korte dans) |
| 20 februari | 10:00       | 02:00 | IJsdansen (vrije dans) |
| 21 februari | 10:00       | 02:00 | Vrouwen (korte kür)    |
| 23 februari | 10:00       | 02:00 | Vrouwen (vrije kür)    |
| 25 februari | 09:30       | 01:30 | Gala                   |
| 25 februari | 20:00       | 12:00 | Sluitingsceremonie     |

## Medailles

### Medaillewinnaars
| Onderdeel  | Goud | Goud | Zilver | Zilver | Brons | Brons |
| ---------- | --- | --- | --- | --- | --- | --- |
| Mannen     | JPN | Yuzuru Hanyu                                                                                                 | JPN | Shoma Uno | ESP | Javier Fernández |
| Vrouwen    | OAR | Alina Zagitova                                                                                               | OAR | Jevgenia Medvedeva | CAN | Kaetlyn Osmond |
| Paren      | GER | Aliona Savchenko Bruno Massot                                                                                | CHN | Sui Wenjing Han Cong | CAN | Meagan Duhamel Eric Radford |
| IJsdansen  | CAN | Tessa Virtue Scott Moir                                                                                      | FRA | Gabriella Papadakis Guillaume Cizeron | USA | Maia Shibutani Alex Shibutani |
| Landenteam | Canada Patrick Chan Kaetlyn Osmond Gabrielle Daleman Meagan Duhamel / Eric Radford Tessa Virtue / Scott Moir | Canada Patrick Chan Kaetlyn Osmond Gabrielle Daleman Meagan Duhamel / Eric Radford Tessa Virtue / Scott Moir | Olympische atleten uit Rusland Michail Koljada Jevgenia Medvedeva Alina Zagitova Jevgenia Tarasova / Vladimir Morozov Natalja Zabijako / Aleksandr Enbert Jekaterina Bobrova / Dmitri Solovjov | Olympische atleten uit Rusland Michail Koljada Jevgenia Medvedeva Alina Zagitova Jevgenia Tarasova / Vladimir Morozov Natalja Zabijako / Aleksandr Enbert Jekaterina Bobrova / Dmitri Solovjov | Verenigde Staten Nathan Chen Adam Rippon Bradie Tennell Mirai Nagasu Alexa Scimeca / Chris Knierim Maia Shibutani / Alex Shibutani | Verenigde Staten Nathan Chen Adam Rippon Bradie Tennell Mirai Nagasu Alexa Scimeca / Chris Knierim Maia Shibutani / Alex Shibutani |

### Medaillespiegel
| Plaats | Land                           | NOC    | Goud | Zilver | Brons | Totaal |
| ------ | ------------------------------ | ------ | ---- | ------ | ----- | ------ |
| 1      | Canada                         | CAN    | 2    | 0      | 2     | 4      |
| 2      | Olympische atleten uit Rusland | OAR    | 1    | 2      | 0     | 3      |
| 3      | Japan                          | JPN    | 1    | 1      | 0     | 2      |
| 4      | Duitsland                      | GER    | 1    | 0      | 0     | 1      |
| 5      | China                          | CHN    | 0    | 1      | 0     | 1      |
| "      | Frankrijk                      | FRA    | 0    | 1      | 0     | 1      |
| 7      | Verenigde Staten               | USA    | 0    | 0      | 2     | 2      |
| 8      | Spanje                         | ESP    | 0    | 0      | 1     | 1      |
| Totaal | Totaal                         | Totaal | 5    | 5      | 5     | 15     |